# Devil Jin
Devil Jin är en fiktiv karaktär i det kända fightning-spelet Tekken, utvecklat av Namco.

## Historia
Devil Jin är Jin Kazama's onda alter ego, som skapades av djävulsgenen i Jin's blod. Djävulsgenen har Jin ärvt från Kazuya som gjorde en pakt med djävulen för att ta hämnd på Heihachi, som inte har djävulsgenen. När Jin blir riktigt förbannad och förlorar kontrollen över sitt humör, växer de svarta vingarna och hornen ut, och hans kropp fylls av märkliga svarta mönster.

### Tekken 3
Efter att Jin besegrat True Ogre så misslyckades Heihachi med att fånga Ogre. Istället så förrådde han Jin och lät Tekken Force skjuta ner honom. När Jin låg döende på marken och sträckte upp handen till Heihachi så sköt Heihachi honom i huvudet. Jins ilska aktiverade djävulsgenen och omvandlade Jin till Devil Jin som kastade ut Heihachi genom tempelväggen. Sedan flög han därifrån

### Tekken 4-5
När Jinpachi blev fri från Hon-Maru så aktiverade den än en gång Jins djävulsgen som han så hårt försökt att förtrycka, Jin blev till Devil Jin ännu en gång och han förlorar kontrollen över sig själv och nu vill bara Devil Jin besegra Jinpachi och absorbera hans krafter och bli ännu mäktigare.

## Kuriosa
- Jin verkar inte vara medveten om vad han gör som Devil Jin, enligt Asukas Tekken 5 slut.
- För att få Devil Jin så måste man spela 200 matcher eller klara min-spelet Devil Within.
- Devil Jin hade inga horn i Tekken 3, i fyran har han inga horn heller, men i Tekken 5 får han både och.

## Relationer
- Jin Kazama
- Devil
- Heihachi Mishima
- Jinpachi Mishima
- Jun Kazama